# Yoshida Masaki
Yoshida Masaki (吉田 正樹 Yoshida Masaki, sinh ngày 10 tháng 4 năm 1984) là một cựu cầu thủ bóng đá người Nhật Bản.

## Thống kê câu lạc bộ
| Thành tích câu lạc bộ | Thành tích câu lạc bộ | Thành tích câu lạc bộ | Giải vô địch | Giải vô địch | Cúp                   | Cúp                   | Tổng cộng | Tổng cộng |
| Mùa giải              | Câu lạc bộ            | Giải vô địch          | Số trận      | Bàn thắng    | Số trận               | Bàn thắng             | Số trận   | Bàn thắng |
| Nhật Bản              | Nhật Bản              | Nhật Bản              | Giải vô địch | Giải vô địch | Cúp Hoàng đế Nhật Bản | Cúp Hoàng đế Nhật Bản | Tổng cộng | Tổng cộng |
| --------------------- | --------------------- | --------------------- | ------------ | ------------ | --------------------- | --------------------- | --------- | --------- |
| 2008                  | Yokohama FC           | J2 League             | 14           | 0            | 1                     | 0                     | 15        | 0         |
| 2009                  | Yokohama FC           | J2 League             | 42           | 0            | 2                     | 0                     | 44        | 0         |
| 2010                  | Tokyo Verdy           | J2 League             | 19           | 0            | 1                     | 0                     | 20        | 0         |
| 2011                  | Tokyo Verdy           | J2 League             |              |              |                       |                       |           |           |
| Quốc gia              | Nhật Bản              | Nhật Bản              | 75           | 0            | 4                     | 0                     | 79        | 0         |
| Tổng                  | Tổng                  | Tổng                  | 75           | 0            | 4                     | 0                     | 79        | 0         |